# Denver Broncos
Los Denver Broncos (en español: Broncos de Denver) son un equipo profesional de fútbol americano de los Estados Unidos con sede en Denver, Colorado. Compiten en la División Oeste de la Conferencia Americana (AFC) de la National Football League (NFL) y disputan sus encuentros como locales en el Empower Field at Mile High.
Entre sus logros y títulos, los Broncos ostentan el mayor número de puntos y touchdowns en una sola temporada (2013-14) en toda la historia de la NFL, con 606 (el único en superar los 600) y 76, respectivamente, y han ganado quince títulos de división (récord), ocho campeonatos de la AFC y han disputado ocho Super Bowls, de las cuales han ganado tres (XXXII, XXXIII y 50). 
Tienen quince jugadores en el Salón de la Fama del Fútbol Americano Profesional: John Elway, Floyd Little, Gary Zimmerman, Shannon Sharpe, Willie Brown, Tony Dorsett, Terrell Davis, Brian Dawkins, Champ Bailey, Ty Law, Steve Atwater, John Lynch, Peyton Manning, DeMarcus Ware y Randy Gradishar.

## Historia

### Era AFL (1960-1969)
Los Broncos de Denver fueron fundados el 14 de agosto de 1959, cuando el propietario de las Ligas Menores de Béisbol, Bob Howsam, fue galardonado con una franquicia de fútbol americano. Los Broncos ganaron su primer partido de la AFL contra los Boston Patriots 13-10, el 9 de septiembre de 1960. El 5 de agosto de 1967, se convirtieron en el primer equipo de la AFL en derrotar a un equipo de la NFL después de vencer a los Detroit Lions 13-7, en un partido de pretemporada. Sin embargo, los Broncos no tuvieron éxito en la década de 1960, compilando un récord de 39-97-4 en la liga.
Denver estuvo a punto de perder su franquicia en 1965, pero un grupo de pertenencia local tomó el control y reconstruyó el equipo. La primera superestrella del equipo, Floyd Little, debido a su fichaje en 1967 y sus esfuerzos de Pro Bowl dentro y fuera del campo, fue fundamental para mantener al equipo en Denver. Fueron el único equipo de la AFL original que nunca había jugado en el partido por el título, así como el único equipo original de AFL que no tuvo una temporada exitosa.

### Era Orange Crush (1970-1982)
En 1972, los Broncos contrataron al exentrenador de la Universidad de Stanford, John Ralston, como su entrenador en jefe. En 1973, fue elegido Entrenador del Año de la UPI después de lograr con los Broncos su primera temporada ganadora con un 7-5-2. En cinco temporadas con los Broncos, Ralston guio al equipo a quedar con récord positivo tres temporadas, siendo las únicas temporadas positivas de la franquicia hasta ese momento. Aunque Ralston terminó la temporada de 1976 con un récord de 9-5, el equipo, como fue el caso de las temporadas exitosas anteriores de Ralston, siguieron perdiendo en los playoffs. Después de la temporada, varios jugadores prominentes expresaron públicamente su descontento con Ralston, que finalmente dio lugar a su renuncia.
Red Miller, entrenador asistente desde hace mucho tiempo fue contratado y junto con la defensa Orange Crush (un apodo originado en la década de los 70, también la marca de un popular refresco con sabor a naranja) y el envejecimiento del quarterback Craig Morton, llevó a los Broncos a su primera aparición en playoffs en 1977, y en última instancia, llegando por primera vez a la Super Bowl, donde fueron derrotados por los Dallas Cowboys 27-10.
En 1981, el propietario de los Broncos, Gerald Phipps, quien había comprado el equipo en mayo de 1961 del dueño original Bob Howsam, vendió el equipo a Canadian Financier, Edgar Kaiser, Jr., nieto del industrial de la construcción naval Henry J. Kaiser.

### 1983-1998: La era de John Elway
El quarterback John Elway, quien jugó al fútbol americano universitario en Stanford, llegó en 1983. Originalmente seleccionado por los Baltimore Colts como la primera selección del draft, Elway proclamó que iba a dejar el fútbol americano en favor del béisbol (fue reclutado por los New York Yankees para jugar como center fielder y también como un prospecto de pitcheo), a menos que negociaran una lista selecta de los otros equipos, que incluía a Denver. Antes de Elway, Denver tuvo más de 24 quarterbacks titulares diferentes en sus 23 temporadas en ese punto.
Con Elway, los Broncos ganaron las Super Bowls de 1998 y 1999 frente a los Green Bay Packers y Atlanta Falcons, respectivamente. También ganaron 7 campeonatos de división (1984, 1986, 1987, 1989, 1991, 1996 y 1998) y 5 campeonatos de conferencia (1986, 1987, 1989, 1997 y 1998). Durante estos años con Elway, los Broncos se convirtieron en uno de los dominadores de la NFL y sobre todo fue el gran dominador de su conferencia y de su división, la AFC Oeste. 
Antes de ganar sus primeras Super Bowls, los Broncos con Elway ya habían jugado tres: XXI (1987), XXII (1988) y XXIV (1990). En todas ellas fueron derrotados con amplios marcadores: 39-20 frente a New York Giants; 42-10 frente a Washington Redskins; 55-10 frente a San Francisco 49ers.

### 2012-2015: Peyton Manning y la «No Fly Zone»
El 20 de marzo de 2012 se anuncia que Peyton Manning había firmado un contrato por cinco años con los Broncos, por $96 millones. En la temporada de 2012, los Broncos se coronaron campeones de la división por segunda vez consecutiva y siendo 1.º de la AFC, pero fueron eliminados por los Baltimore Ravens en un partido cardíaco en la ronda divisional.

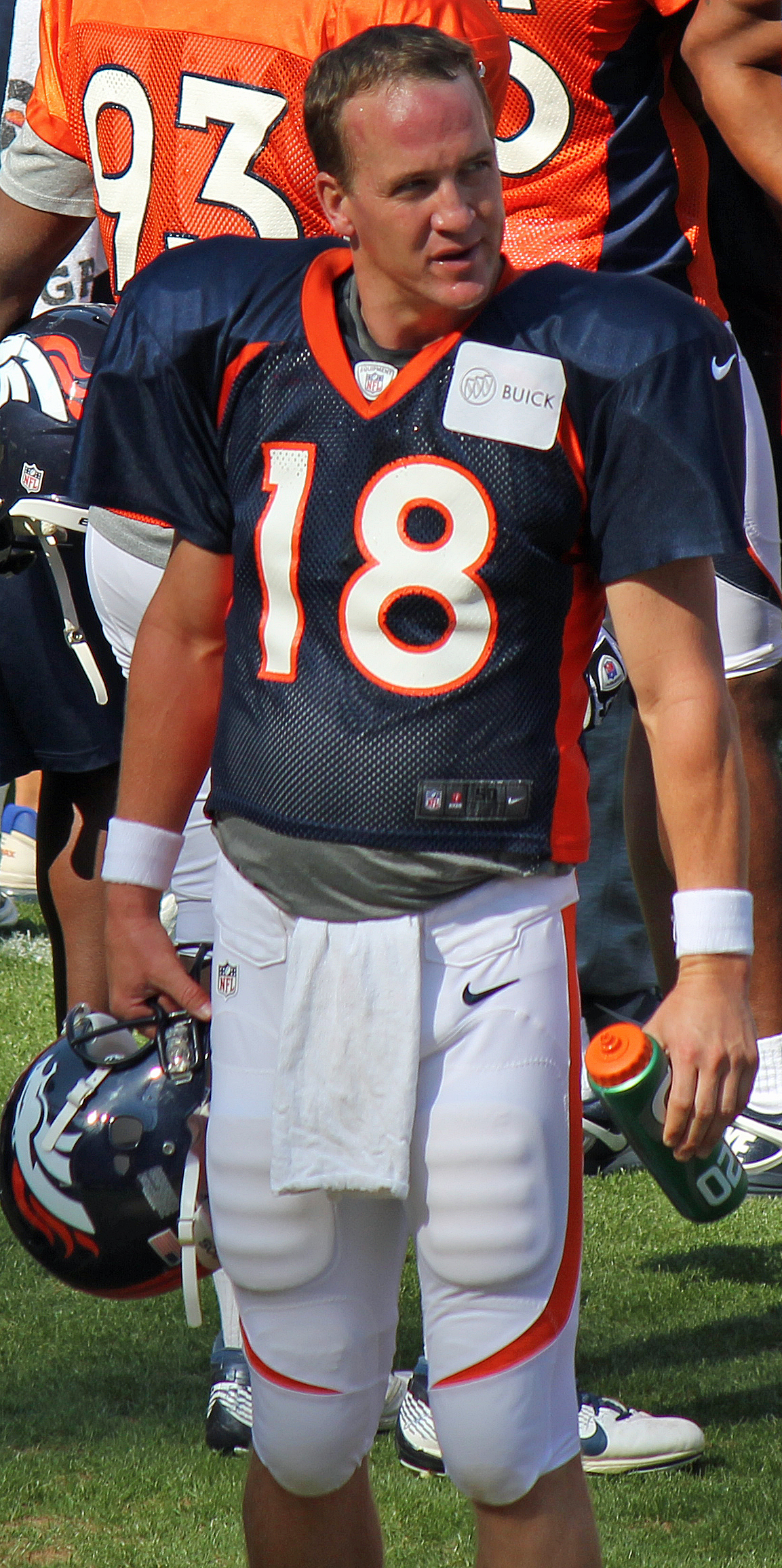
Peyton Manning en 2012.

Para la temporada de 2013, los Broncos lograron un récord de 13-3 y siendo N.º 1 de la AFC por segunda temporada consecutiva, a pesar de perder al tackle ofensivo Ryan Clady por una lesión de Lisfranc junto con el cornerback Champ Bailey, para la mayoría de la temporada debido a una lesión en el pie, así como las notables lesiones de final de temporada de Von Miller y Chris Harris, Jr. El equipo también estableció numerosos récords para la franquicia y de la liga, incluyendo touchdowns y puntos anotados. Manning estableció nuevos registros en una sola temporada de la NFL en yardas por pase y pases de touchdowns. En los playoffs, los Broncos derrotaron a los San Diego Chargers en la ronda divisional y a los New England Patriots en el campeonato de la AFC, pero fueron derrotados por los Seattle Seahawks 43-8 en el Super Bowl XLVIII.

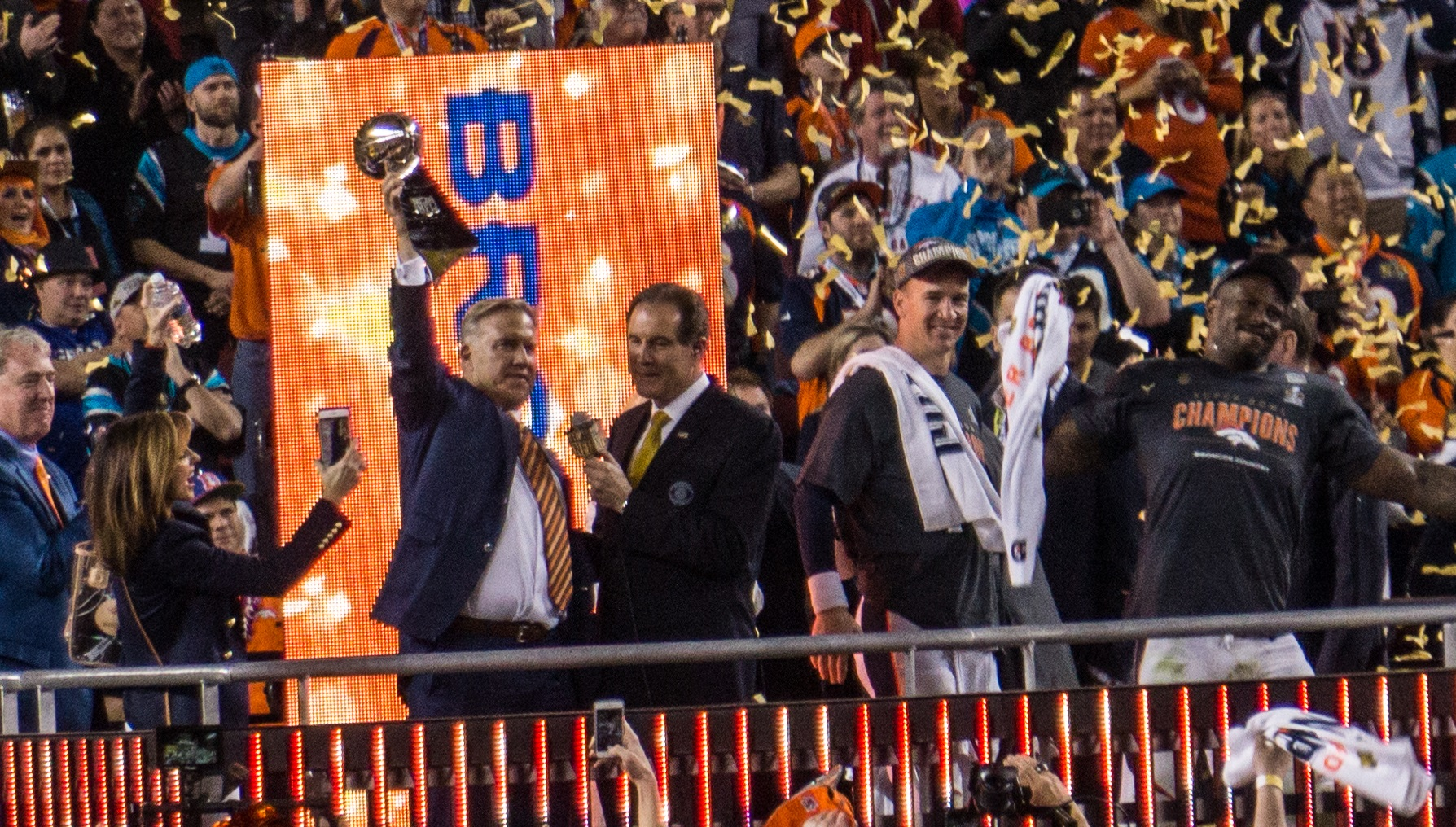
John Elway (con el trofeo Vince Lombardi), Manning y Von Miller en la pasada Super Bowl 50.

El 20 de octubre de 2014, en el partido que disputaron los Broncos ante los San Francisco 49ers, Manning hizo historia al batir el récord de pases de touchdown con 509 (Brett Favre 508). Los Broncos acabarían ganando el encuentro por 42-17. Un mes más tarde, el 14 de diciembre, los Broncos se proclamaron campeones de su división por 4.ª vez consecutiva (tres de ellas en la era Manning), al derrotar a los San Diego Chargers por 22-10.
En la temporada de 2015 los Broncos ganaron su 5.º título de división consecutivo (cuatro de ellos en la era Manning), logrando así el récord de títulos de división (15), y logrando el primer puesto de la AFC al derrotar por 27-20 a los Chargers. En los playoffs, los Broncos derrotaron a los Steelers en la ronda divisional por 23-16 y a los Patriots en el campeonato de la AFC por 20-18, consiguiendo así llegar por segunda ocasión a la Super Bowl en tres años. En ella se enfrentaron a los Carolina Panthers en la Super Bowl 50, obteniendo su tercer título de campeones por un marcador de 24-10, en la que el linebacker Von Miller fue nombrado MVP.
Tras 18 temporadas, comenzando en 1998, Manning anunció su retiro el 7 de marzo de 2016.

## Rivalidades

### Históricas
Los Broncos han tenido rivalidades en los últimos años con los Cleveland Browns, Pittsburgh Steelers y los New England Patriots.

#### Cleveland Browns
Los Broncos tuvieron una breve rivalidad con los Browns que surgieron de tres partidos de campeonato de la AFC 1986-89. En el campeonato de la AFC de 1986, el quarterback John Elway dirigió la campaña para asegurar un empate en los últimos momentos en el Cleveland Municipal Stadium, donde los Broncos ganaron 23-20 en tiempo extra. Un año más tarde, los dos equipos se reunieron de nuevo en el campeonato de la AFC de 1987 en el Mile High Stadium. Denver tuvo una ventaja de 21-3, pero el mariscal de los Browns, Bernie Kosar, lanzó cuatro pases de touchdown para empatar el partido 31-31 a la mitad del cuarto tiempo. Después de un largo camino, John Elway lanzó un pase de touchdown de 20 yardas al corredor Sammy Winder para dar a Denver una ventaja de 38-31. Los Broncos terminaron ganando el partido 38-33.
Los dos equipos se reunieron una vez más en el campeonato de la AFC de 1989 en el estadio Mile High, donde los Broncos ganaron fácilmente con un marcador de 37-21.

#### Pittsburgh Steelers
Los Broncos poseen un récord de 5-3 en los playoffs contra los Steelers.
En el campeonato de la AFC de 1997, los Broncos derrotaron a los Steelers 24-21 en el Three Rivers Stadium, en camino a su primera victoria en el Super Bowl. Ocho años más tarde, los Steelers le devolvieron el favor en el Invesco Field at Mile High, derrotando a los Broncos 34-17 en el campeonato de la AFC de 2005, y posteriormente ganaron el Super Bowl XL. En la ronda de Wild Cards de los playoffs de la NFL de 2011, en el partido llamado 3:16, los Broncos sorprendieron a los Steelers 29-23 en la primera jugada del tiempo extra, cuando el quarterback Tim Tebow conectó con el receptor abierto Demaryius Thomas en un pase de touchdown de 80 yardas que les dio la victoria.

#### New England Patriots
Los Broncos y los Patriots se enfrentaron dos veces al año durante la American Football League (AFL) en los años 1960-69, siendo la primera vez en la AFL el 9 de septiembre de 1960.
Desde 1995, los dos equipos se han enfrentado con frecuencia durante la temporada regular, incluyendo nueve temporadas consecutivas en el período de 1995-2003. El primer partido de playoffs entre ambos equipos fue el 4 de enero de 1987, siendo la primera victoria de playoffs en la carrera de John Elway, mientras que en el segundo partido de playoffs el 14 de enero de 2006, los Broncos volvieron a ganar, siendo su primera victoria de playoffs desde el retiro de Elway después de la temporada de 1998.
Los dos equipos se enfrentaron en la ronda Divisional de las segundas fases de 2011, donde los Patriots ganaron a los Broncos por un marcador de 45-10.
La rivalidad entre Broncos y Patriots se intensificó cuando el mariscal de los Indianapolis Colts, Peyton Manning, fichara por los Broncos en 2012. Manning y el quarterback de los Patriots, Tom Brady, han mantenido una rivalidad legendaria desde 2001, con los dos quarterbacks enfrentándose en cinco encuentros de playoffs, el más reciente y último el de 2016, donde los Broncos derrotaron a los Patriots 20-18, y Manning superó a Brady con un récord en sus enfrentamientos en playoffs de 3-2.

## Estadio

### Empower Field at Mile High

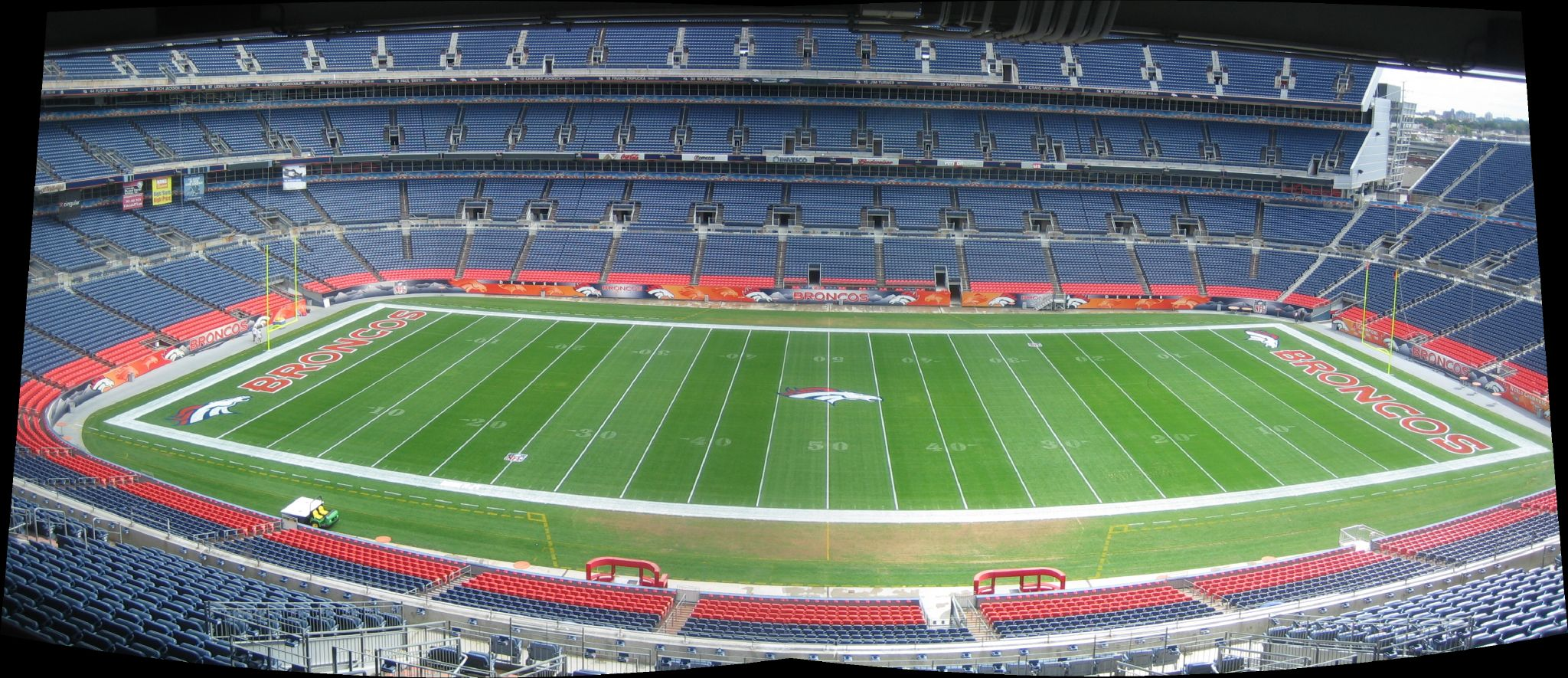
El Empower Field at Mile High desde dentro.

El centro de entrenamiento del equipo, Paul D. Bowlen Memorial Broncos Centre, es una instalación del estado que se encuentra en Dove Valley, Colorado. Con 13,5 hectáreas de propiedad, la instalación cuenta con tres campos de tamaño completo, un centro de entrenamiento, y una cafetería.
A finales de 2012, los Broncos anunciaron que el estadio recibirá $30.000.000 en mejoras, que incluían una nueva pantalla de vídeo en la zona de anotación sur que es tres veces más grande que la pantalla anterior. Las renovaciones se terminaron antes del partido de la temporada de 2013.

## Jugadores

### Números retirados
| Números retirados de Denver Broncos |                 |        |         |
| Núm.                                | Jugador         | Posic. | Temp.   |
| 7                                   | John Elway      | QB     | 1983–98 |
| 18                                  | Frank Tripucka  | QB     | 1960–63 |
| 18                                  | Peyton Manning1 | QB     | 2012–15 |
| 44                                  | Floyd Little    | RB     | 1967–75 |

Notas
- 1 El número fue reeditado para Peyton Manning (cuando firmó con los Broncos en 2012) después de que Tripucka diera su aprobación.[39] Su número no está retirado, pero tiene una mención honorable en el banner del estadio.[40][41][42]

### Salón de la Fama
| Salón de la Fama de Denver Broncos |                 |                 |                  |           |
| Núm.                               | Nombre          | Posición        | Temporada(s)     | Inducción |
| 24                                 | Willie Brown    | Cornerback      | 1963–66          | 1984      |
| 33                                 | Tony Dorsett    | Running back    | 1988             | 1994      |
| 7                                  | John Elway      | Quarterback     | 1983–98          | 2004      |
| 7                                  | John Elway      | Gerente general | 2011–20          | 2004      |
| 65                                 | Gary Zimmerman  | Tackle ofensivo | 1993–97          | 2008      |
| 44                                 | Floyd Little    | Running back    | 1967–75          | 2010      |
| 84                                 | Shannon Sharpe  | Tight end       | 1990–99, 2002–03 | 2011      |
| 30                                 | Terrell Davis   | Running back    | 1995–2001        | 2017      |
| 20                                 | Brian Dawkins   | Safety          | 2009–11          | 2018      |
| 24                                 | Champ Bailey    | Cornerback      | 2004–13          | 2019      |
| 26                                 | Ty Law          | Cornerback      | 2009             | 2019      |
| —                                  | Pat Bowlen      | Propietario     | 1984–2019        | 2019      |
| 27                                 | Steve Atwater   | Safety          | 1989–98          | 2020      |
| 47                                 | John Lynch      | Safety          | 2004–07          | 2021      |
| 18                                 | Peyton Manning  | Quarterback     | 2012–15          | 2021      |
| 94                                 | DeMarcus Ware   | Linebacker      | 2014–16          | 2023      |
| 52, 53                             | Randy Gradishar | Linebacker      | 1974–83          | 2024      |

## Cultura popular
En el episodio de Los Simpson "Sólo se muda dos veces", Hank Scorpio le regala a Homer los Denver Broncos por haberlo ayudado.